# 黄凯祥
黄凯祥（1996年1月15日—），福建南平人，中国男子羽毛球运动员。

## 簡歷
黄凯祥在7岁時，參加了一位印尼华侨在南平市开的羽毛球兴趣班；两年后，他就被教练选中参加福建省的青少年赛，期間被福建省羽毛球队的教练相中，自此進入省队打球。
2012年，黄凯祥代表省队參加羽甲联赛，與刘成搭檔男雙，对手則是國家隊老將蔡赟/郭振东。雖然，黄凯祥和搭档最後输了，但比賽的过程却相當精彩，其聪明、临场技战术变化的及时合理打动了看台上的国家队总教练李永波，邀他參加国家队的集训。
2013年7月，黄凯祥代表国家队參加馬來西亞沙巴州舉行的亞洲青年羽毛球錦標賽，分別與郑思维和陈清晨合作贏得男子雙打銀牌和混合雙打銅牌。

## 主要比賽成績
只列出曾進入準決賽的國際賽事成績：
| 年份   | 賽事                     | 公開賽級別 | 項目     | 搭檔   | 成績   |
| ------ | ------------------------ | ---------- | -------- | ------ | ------ |
| 2013年 | 澳洲羽毛球黃金大獎賽     | 黃金大獎賽 | 混合雙打 | 陈清晨 | 準決賽 |
| 2013年 | 亞洲青年羽毛球錦標賽     | 其他       | 混合團體 | －     | 金牌   |
| 2013年 | 亞洲青年羽毛球錦標賽     | 其他       | 男子雙打 | 郑思维 | 銀牌   |
| 2013年 | 亞洲青年羽毛球錦標賽     | 其他       | 混合雙打 | 陈清晨 | 銅牌   |
| 2013年 | 印尼羽毛球黃金大獎賽     | 黃金大獎賽 | 混合雙打 | 陈清晨 | 準決賽 |
| 2013年 | 世界青年羽毛球錦標賽     | 其他       | 混合團體 | －     | 銅牌   |
| 2013年 | 世界青年羽毛球錦標賽     | 其他       | 男子雙打 | 郑思维 | 銀牌   |
| 2013年 | 世界青年羽毛球錦標賽     | 其他       | 混合雙打 | 陈清晨 | 金牌   |
| 2013年 | 澳門羽毛球黃金大獎賽     | 黃金大獎賽 | 混合雙打 | 陈清晨 | 準決賽 |
| 2014年 | 印度羽毛球黃金大獎賽     | 黃金大獎賽 | 男子雙打 | 郑思维 | 亞軍   |
| 2014年 | 印度羽毛球黃金大獎賽     | 黃金大獎賽 | 混合雙打 | 陈清晨 | 亞軍   |
| 2014年 | 亞洲青年羽毛球錦標賽     | 其他       | 混合團體 | －     | 金牌   |
| 2014年 | 亞洲青年羽毛球錦標賽     | 其他       | 男子雙打 | 郑思维 | 金牌   |
| 2014年 | 亞洲青年羽毛球錦標賽     | 其他       | 混合雙打 | 陈清晨 | 金牌   |
| 2014年 | 世界青年羽毛球錦標賽     | 其他       | 混合團體 | －     | 金牌   |
| 2014年 | 世界青年羽毛球錦標賽     | 其他       | 混合雙打 | 陈清晨 | 金牌   |
| 2014年 | 澳門羽毛球黃金大獎賽     | 黃金大獎賽 | 混合雙打 | 黄东萍 | 準決賽 |
| 2015年 | 中國羽毛球國際挑戰賽     | 國際挑戰賽 | 混合雙打 | 黄东萍 | 準決賽 |
| 2015年 | 紐西蘭羽毛球黃金大獎賽   | 黃金大獎賽 | 男子雙打 | 郑思维 | 冠軍   |
| 2015年 | 美國羽毛球黃金大獎賽     | 黃金大獎賽 | 混合雙打 | 黄东萍 | 冠軍   |
| 2015年 | 加拿大羽毛球大獎賽       | 大獎賽     | 男子雙打 | 王斯杰 | 亞軍   |
| 2015年 | 越南羽毛球大獎賽         | 大獎賽     | 男子雙打 | 王斯杰 | 亞軍   |
| 2015年 | 越南羽毛球大獎賽         | 大獎賽     | 混合雙打 | 黄东萍 | 冠軍   |
| 2015年 | 泰國羽毛球黃金大獎賽     | 黃金大獎賽 | 混合雙打 | 黄东萍 | 準決賽 |
| 2015年 | 巴西羽毛球大獎賽         | 大獎賽     | 男子雙打 | 郑思维 | 冠軍   |
| 2016年 | 泰國羽毛球大師賽         | 黃金大獎賽 | 男子雙打 | 郑思维 | 準決賽 |
| 2016年 | 紐西蘭羽毛球黃金大獎賽   | 黃金大獎賽 | 男子雙打 | 郑思维 | 準決賽 |
| 2016年 | 中國羽毛球大師賽         | 黃金大獎賽 | 男子雙打 | 郑思维 | 準決賽 |
| 2016年 | 中華台北羽毛球公開賽     | 黃金大獎賽 | 男子雙打 | 郑思维 | 準決賽 |
| 2016年 | 韓國羽毛球超級賽         | 超級賽     | 男子雙打 | 王懿律 | 準決賽 |
| 2017年 | 泰國羽毛球大師賽         | 黃金大獎賽 | 男子雙打 | 王懿律 | 冠軍   |
| 2017年 | 亞洲羽毛球錦標賽         | 其他       | 男子雙打 | 王懿律 | 銀牌   |
| 2018年 | 亞洲羽毛球錦標賽         | 其他       | 男子雙打 | 王懿律 | 銅牌   |
| 2018年 | 世界大学生羽毛球锦标赛   | 其他       | 混合團體 | －     | 銀牌   |
| 2018年 | 世界大学生羽毛球锦标赛   | 其他       | 男子雙打 | 任翔宇 | 銅牌   |
| 2018年 | 世界大学生羽毛球锦标赛   | 其他       | 混合雙打 | 杜芃   | 銅牌   |
| 2018年 | 薩洛盧羽毛球公開賽       | 超級100賽  | 男子雙打 | 王泽康 | 準決賽 |
| 2019年 | 中國陵水羽毛球大師賽     | 超級100賽  | 男子雙打 | 王泽康 | 準決賽 |
| 2019年 | 秋田羽毛球大師賽         | 超級100賽  | 男子雙打 | 刘成   | 準決賽 |
| 2019年 | 印尼瑪琅市長羽毛球大師賽 | 超級100賽  | 男子雙打 | 刘成   | 準決賽 |
| 2019年 | 澳門羽球公開賽           | 超級300賽  | 男子雙打 | 刘成   | 亞軍   |
| 2020年 | 泰國羽毛球大師賽         | 超級300賽  | 男子雙打 | 刘成   | 亞軍   |

| 2007-2017年 | 首要超級賽 | 超級賽 | 黃金大獎賽 | 大獎賽 | 國際挑戰賽 | 國際系列賽 | 未來系列賽 | 其他 |

| 2018-2026年 | 總決賽 | 超級1000賽 | 超級750賽 | 超級500賽 | 超級300賽 | 超級100賽 | 國際挑戰賽 | 國際系列賽 | 未來系列賽 | 其他 |

### 奧運會和世錦賽參賽紀錄
|          | 搭檔   | 2017 |      | 2021 |
| 男子雙打 | 王懿律 | 16強 | －   |      |
| 男子雙打 | 刘成   | －   | 32強 |      |